# Wp.net
wp.net e. V. (Verband für die mittelständische Wirtschaftsprüfung) ist eine Vereinigung von Wirtschaftsprüfern und vereidigten Buchprüfern (Berufsträger), die freiberuflich oder in Kanzleien, Sozietäten oder Gesellschaften unternehmerisch oder angestellt tätig sind und nicht in als Groß- oder Verbundgesellschaften organisierten Wirtschaftsprüfungsgesellschaften ihren Beruf ausüben. wp.net hat seinen Sitz in München. Die Gründung des Verbandes erfolgte 2005, im Mai desselben Jahres wurde der Verband als eingetragener Verein in München eingetragen.

## Ziele
Der Verband fördert die Berufsausübung der mittelständisch tätigen Wirtschaftsprüfer und den Erhalt der Freiberuflichkeit als typische Ausprägung des mittelständischen, unternehmerischen Wirtschaftsprüferberufs. wp.net wurde nach eigenem Selbstverständnis als Reaktion gegen die Beherrschung des Berufsstands durch die großen Big-Four-Wirtschaftsprüfungsgesellschaften gegründet. Ziel ist insbesondere die Demokratisierung des Berufsstands und eine Verstärkung des Gewichts der kleineren und mittelgroßen Kanzleien. Zur Umsetzung dieses Ziels trat wp.net gegen den Widerstand des IDW für die Abschaffung des WPK Präsenz-Wahlrechts und die Verankerung des Briefwahlrechts in der WPO ein, da die bisherige Präsenzwahl mit Vollmachtstimmen die großen Big-Four-Wirtschaftsprüfungsgesellschaften, aus Sicht des wp.net Verbandes, undemokratisch begünstigte. Am 2. Dezember 2010 wurde die Briefwahl mit dem Vierten Gesetz zur Änderung der Wirtschaftsprüferordnung – Wahlrecht der Wirtschaftsprüferkammer in der WPO verankert.
Bei den 2011 erstmals per Briefwahl durchgeführten Wahlen zum Beirat der Wirtschaftsprüferkammer errang die „Gschrei-Liste“ (Liste des damaligen und heutigen geschäftsführenden Vorstands von wp.net) den Wahlsieg und stellte die Mehrheit der WPK-Beiräte. Am 2. September 2011 wurde der wp.net-Vorstandssprecher Michael Gschrei zum neuen Präsidenten der Wirtschaftsprüferkammer gewählt. Am 12. Oktober 2011 trat er als geschäftsführender Vorstand von wp.net zurück.
Auf der Mitgliederversammlung am 26. Januar 2024 wurde Holger Friebel in den geschäftsführenden Vorstand von wp.net und anschließend zu dessen Sprecher gewählt. Holger Friebel leitet den AK WP-Gebührenordnung. Er ist zudem der Leiter der beiden wp.net-Beiratslisten in der Wirtschaftsprüferkammer. Hervorgehobene Ziele von wp.net sind zudem – auch unter Holger Friebel – eine verhältnismäßige Skalierung der Qualitätskontrolle, der weitere Ausbau der WP-Facharbeit und der WP-Fortbildungsseminare. Hervorzuheben ist dabei die Fortbildungskooperation mit dem TÜV Süd zum WP-Top-Thema „Prüfer für Nachhaltigkeitsberichte“ gemäß dem EU-CSRD Gesetzentwurf. Zudem fordert wp.net mehr Transparenz beim Wirtschaftsprüferversorgungswerk – WPV ein.

## Aufgaben
- Wahrnehmung aller berufspolitischer Aufgaben für die mittelständische Wirtschaftsprüfung,
- die Fortbildung von Berufsträgern und Berufsangehörigen sowie deren Mitarbeiter,
- die Beratung und Unterstützung der in §. 1 genannten Berufsträger in Fragen des Kanzleimanagements und der Kanzleiorganisation, bei der Einrichtung von erforderlichen Qualitätssicherungssystemen, insbesondere für Abschlussprüfungen, sonstige siegelführende Arbeiten und Steuerberatung.
- die Verfügbarmachung von Fachwissen und Spezialinformationen für die Ausübung des WP/StBBerufs und
- die Förderung des Zusammenhalts und der -arbeit innerhalb der mittelständischen Berufsträger, Stärkung der Kommunikation mit den Vertretern des Berufsstands in allen beruflichen Organisationen und Gremien.

In Erfüllung dieser Aufgaben kann der Verein zu Fach- und Berufsfragen, die das gesamte berufliche Tätigkeitsspektrum betreffen, auch gutachterlich Stellung nehmen. Der Verein kann in Erfüllung seiner Aufgaben Mitglied anderer Organisationen im In- und Ausland werden, sich an Gesellschaften oder juristischen Personen oder Arbeitskreisen beteiligen und selbst Arbeitskreise unterhalten, die mit dem Berufsbild des Wirtschaftsprüfers vereinbar sind. Der Zweck des Vereins ist nicht auf einen wirtschaftlichen Geschäftsbetrieb ausgerichtet, jedoch unterstützt er wirtschaftlich die beruflichen Tätigkeiten seiner Mitglieder.

## Mitgliedschaft
Als ordentliche Mitglieder werden nur Wirtschaftsprüfer, Wirtschaftsprüferinnen sowie vereidigte Buchprüfer und Buchprüferinnen aufgenommen. Wirtschaftsprüfungsgesellschaften und Buchprüfungsgesellschaften erlangen die Mitgliedschaft bei wp.net dadurch, dass jeder der in der Gesellschaft tätigen Wirtschaftsprüfer und vereidigten Buchprüfer persönlich Mitglied des wp.net sind/werden und zum anderen diese gemeinschaftlich bei der Aufnahme erklären, dass sie ihre Mitgliedschaft für ihre Gesellschaft wahrnehmen. Berufsgesellschaften haben kein eigenes Stimmrecht. Jeder Berufsträger kann bei wp.net maximal eine Mitgliedschaft und eine Stimme haben und muss maximal nur einen Beitrag zahlen; bei Mehrfachtätigkeiten eines Berufsträgers (zum Beispiel Geschäftsführer in mehreren Berufsgesellschaften) führt der geschäftsführende Vorstand eine entsprechende Einzelfallregelung herbei.